# Rhodomyrtus macrocarpa
Rhodomyrtus macrocarpa är en myrtenväxtart som beskrevs av George Bentham. Rhodomyrtus macrocarpa ingår i släktet Rhodomyrtus och familjen myrtenväxter. Inga underarter finns listade i Catalogue of Life.